# Водевиланс
Водевиланс е бивш кеч отбор в WWE, включвайки Ейдън Инглиш и Саймън Гоч. Те са бивши еднократни Отборни шампиони на NXT. Техния образ в част от хора връщащи водевил-ерата.

## История

### WWE

#### NXT (2014–2016)
През юни 2014, Инглиш сформира отбор с Саймън Гоч, познати като Водевиланс. Водевиланс направиха дебюта си на ринга като отбор от злодеи на 19 юни пождавайки Анджело Доукинс и Травис Тейлър. През август, Водевиланс участваха в турнир за претенденти за Отборните титли на NXT, преди да загубят от Луча Драконите (Син Кара и Калисто) във финала. На 30 октомври в епизод на NXT, Водевиланс спечелиха кралска битка и станаха главни претенденти за Отборните титли на NXT. Те получиха мача си на Завземане: Р Еволюция срещу Луча Драконите, но бяха неуспешни. След кратко прекъсване, Водевиланс се завърнаха на 3 юни 2015 в епизод на NXT, побеждавайки Джейсън Джордан и Маркъс Луис. На 8 юли в епизод на NXT, Водевиланс победиха Ензо Аморе и Колин Касиди и станаха главни претенденти за Отборните титли на NXT. На 15 юли Блейк и Мърфи победиха Водевиланс и запазиха титлите си след като Алекса Блис се намеси. След това, Алекса Блис им се подигра и удари шамар и на двамата, правейки ги добри. Тогава главния мениджър Уилям Ригъл обяви, че ще има реванш в по-късна дата. На 22 август на Завземане: Бруклин, Водевиланс (с Блу Пентс в техния ъгъл) победиха Блейк и Мърфи (с Алекса Блис) и станаха Отборни шампиони на NXT за пръв път. Водевиланс бяха елиминирани от втория кръг на Дъсти Роудс Отборна класика от Даш и Доусън уреждайки бъдещ мач за титлите. Тяхното носене приключи след 61 дни след като Доусън накара Ейдън да се предаде след като дуото контузиха коляното му. След това те не успяха да си върнат титлите на 25 ноември на NXT. Дуото отново станаха лоши след серия от загуби, продължавайки със загубата от Американската Алфа, когато отказаха да се ръкостискат с двамата, липса на спортсменство. След това те се биха с дуото на 21 март на NXT в мач за претендент за отборните титли на NXT, където отново загубиха. Те направиха последната си поява на NXT на 13 април, загубвайки от Джони Гаргано и Томасо Чампа.

#### Главен състав (2016–сега)
На 7 април 2016 в епизод на Разбиване, Водевиланс направиха техния дебют в главния състав като лоши, побеждавайки Луча Драконите. На 11 април в епизод на Първична сила, Водевиланс бяха едни от обевените участници в турнира за претенденти за Отборните титли на WWE, където победиха Златен прах и Фанданго в първия кръг по-късно същата седмица на Разбиване и Братята Усо на 18 април на Първична сила в полуфиналите. На Разплата, Водевиланс се биха с Ензо Аморе и Колин Касиди във финалите на турнира, но никой не спечели след приетата травма на главата, която Ензо претърпя по време на мача. На следваща вечер на Първична сила, Водевиланс бяха обявени като главните претенденти за титлите. Отбора се би с Къртис Аксел и Бо Далас от Отхвърлени от Обществото на 5 май на Разбиване до постигната победа, след която бяха атакувани от Колин Касиди.

## В кеча
- Финални ходове
  - Director's Cut (Cobra clutch lifted and dropped в sitout side slam)[15] – Инглиш
  - That's a Wrap (Swanton bomb)[16][17] – Инглиш
  - Gentleman's Clutch[18] (Bridging cobra clutch underhook suplex)[1][19] – Гоч
- Отборни финални ходове
  - The Gentleman's Congress[20]/Whirling Dervish (Uppercut в задната част на главата на опонент (Гоч) последван от swinging neckbreaker (Инглиш)) 2015 –
  - Rolling fireman's carry slam (Гоч) последван от That's A Wrap (Инглиш) 2014 [3]
- Отборни ключови ходове
  - Dukes Up (Simultaneous arm trap back hand chops в гърба (Гоч) и гърдите (Инглиш), последван от simultaneous double jabs, с постановки)
- Мениджъри
  - Блу Пентс
- Прякори
  - „Артиста“ – Инглиш
  - „Джентълмен побойник“ – Гоч
- Входни песни
  - A Quicker Accomplishement на Art Test Music (NXT; 30 май 2014 – 25 септември 2014)
  - Voix de Ville на CFO$ (NXT/WWE; 2 октомври 2014 – 24 юни 2015; 14 април 2016 – )
  - Vau de Vire на CFO$ (NXT/WWE; 1 юли 2015 – 7 април 2016)

## Шампионски титли и отличия
- Pro Wrestling Illustrated
  - PWI класира Ейдън Инглиш като #207 от топ 500 индивидуални кечисти в PWI 500 през 2014[21]
- WWE NXT
  - Отборни шампиони на NXT (1 път)